# Cantó d'Aix-les-Bains-Centre
El cantó d'Aix-les-Bains-Centre és un cantó francès del departament de la Savoia, situat al districte de Chambéry. Compta amb part del municipi d'Aix-les-Bains.

## Municipis
- Aix-les-Bains

## Història
| Data d'elecció                           | Identitat           | Partit           | Qualitat |
| ---------------------------------------- | ------------------- | ---------------- | -------- |
| 1949-1963                                | Gaston Mollex       | RGR              |          |
| 1963-1982                                | André Grosjean      | UDR, després DVD |          |
| 1982-1985                                | Jacques Moucot      | DVD              |          |
| 1985-1992                                | Jean Murguet        | Divers droite    |          |
| 1992-1993                                | Gratien Ferrari     | UDF              |          |
| 1993-1998                                | Jacques Moucot      | DVD              |          |
| 1998-2004                                | Dominique Dord      | UDF, després UMP |          |
| 2004-                                    | Jean-Claude Loiseau | UMP              |          |
| les dades anteriors no són pas conegudes |                     |                  |          |
|                                          |                     |                  |          |

## Demografia
| 1882                                             | 1926 | 1962 | 1968 | 1975 | 1982 | 1990   | 1999   | 2008   |
| ?                                                | ?    | ?    | ?    | ?    |      | 12.972 | 14.368 | 16.170 |
| ------------------------------------------------ | ---- | ---- | ---- | ---- | ---- | ------ | ------ | ------ |
| Aà partir de 1990: Població sense dobles comptes |      |      |      |      |      |        |        |        |